# Ferdinand II. Tirolski
Ferdinand II. Tirolski (Linz, 14. lipnja 1529. - Innsbruck, 24. siječnja 1595.), bio je austrijski nadvojvoda koji je od 1567. vladao Gornjom Austrijom.

## Životopis
Ferdinand je rođen kao drugi po redu sin habsburškog nadvojvode i cara Svetog Rimskog Carstva Ferdinanda I. i njegove žene Ane Jagelović koja je svojom udajom habsburgovcima u miraz donijela krune čeških i ugarskih zemalja.
Između 1547. i 1566. bio je guverner u Češkoj. Kada su 1564. habsburške zemlje podijeljene između trojice prijestolonasljednika njemu je pripala Gornja Austrija koja se sastojala od Tirola i zapadni krajevi poznati kao Vorlande (Prednja Austrija), gdje je vladao od 1567.
Ferdinand II. za svoje je vladavine provodio politiku stroge protureformacije naročito protiv anabaptista, u tom cilju pokrenuo je zakonodavne i administrativne reforme. Bitno je dogradio Zamak Ambras u Innsbrucku u kojem je osnovao Kabinet umjetnina i zanimljivosti.
Iako je bio dobro obrazovan, bio je istovremeno i veliki rasipnik pa je napravio i velike dugove.
Kako mu djeca rođena u morganatskom braku sa građankom Philippinom Welser sklopljenim 1557. nisu imala pravo naslijediti Tirol nakon njegove smrti on je pripao drugim dvjema granama Habsburške dinastije.

## Vanjske poveznice
- Ferdinand II. von Tirol, * 1529 (engl.)

| Prethodnik: | Nadvojvoda Prednje Austrije | Nasljednik: |
| Ferdinand I | Nadvojvoda Prednje Austrije | Matthias    |